# Władysław Kozłowski (architekt)
Władysław Adolf Kozłowski (ur. 10 stycznia 1859 w Podzamczu, zm. 26 lutego 1925) – polski architekt.

## Życiorys
W 1877 ukończył Wyższą Szkołę Techniczną w Gliwicach, następnie (1883) Wydział Architektury Politechniki w Rydze. Później kształcił się także w Charlottenburgu, Wiedniu i we Włoszech.
W latach 1887–1889 pracował jako budowniczy w Towarzystwie Akcyjnym Drogi Żelaznej Warszawsko-Wiedeńskiej. W latach 1895–1898 prowadził biuro budowlane z G. Schmeikem, a w latach 1899–1904 z Apoloniuszem Nieniewskim.
Został pochowany na cmentarzu Powązkowskim (kwatera Z-4-29/30).

## Ważniejsze prace
- Budynek VIII Liceum Ogólnokształcące im. Władysława IV w Warszawie[4]
- Przebudowa Doliny Szwajcarskiej dla Warszawskiego Towarzystwa Łyżwiarskiego[2]
- Dom Pracy dla Chłopców przy ul. Wileńskiej 69 w Warszawie (z Apoloniuszem Nieniewskim, 1904–1905)[5]
- Oprawa architektoniczna Hal Mirowskich w Warszawie (z Apoloniuszem Nieniewskim)[1]
- Dom ochrony dla dziewcząt na Mokotowie[2]
- paracelacja terenów fabryki Bernarda Hantkego i przebicie ul. św. Barbary w Warszawie[2]
- Schronisko dla dziewcząt w Piasecznie[2]
- Dwory w  Biskupisach, Ostrówku k. Grodna, Mszanie Dolnej i Sobianowicach (z Apoloniuszem Nieniewskim)[2]